# James Dwight
Pour les articles homonymes, voir Dwight.
James Dwight, né le 14 juillet 1852 à Paris et mort le 13 juillet 1917 à Mattapoisett, est un joueur et un dirigeant de tennis américain.

## Biographie
Quelquefois appelé le « Founding Father of American Tennis » (« Père fondateur du tennis américain »), James Dwight a remporté le premier tournoi connu aux États-Unis (et probablement dans le monde, avant le 1er tournoi de Wimbledon) disputé en août 1876 dans la propriété de son oncle, William Appleton, à Nahant, Massachusetts.
Après avoir été diplômé à Harvard en 1874, il voyagea en Europe et découvrit le nouveau sport à la mode, le tennis et au retour emmena avec lui l'équipement nécessaire. Il persuada alors son oncle de dessiner un court sur le gazon de la propriété pour jouer avec son cousin, Fred Sears.
Cette première expérience fut décevante comme l'écrivit Dwight plus tard : «  ...we voted the whole thing a fraud and put it away. » (« ... nous avions l'impression d'avoir été bernés par cette nouveauté et nous l'avons rejetée »). Environ un mois après ils recommencèrent, histoire de tuer le temps par une journée pluvieuse. Cette fois le tennis leur sembla un passe-temps plus intéressant même s'ils portaient des bottes en caoutchouc et des imperméables. Le tournoi de 1876 se joua entre voisins : « It was played on handicap on a round robin basis. There were two players on scratch, James Dwight and Fred D Sears Jr., each of whom played against 11 other players until a final between them. Rackets scoring was used ... Dwight beat Sears 12-15, 15-7, 15-13. » (« Ce fut un tournoi à handicap basé sur le système de poule. Seuls deux joueurs ne disposaient pas de points gratuits, James Dwight et Fred D Sears Jr., chacun rencontra 11 autres joueurs avant de s'affronter en finale. Un score par points fut utilisé. Dwight domina Sears 12-15, 15-7, 15-13 »). Entre-temps, Dwight et Sears avaient appris ce nouveau jeu à quelques personnes et notamment à un autre cousin Richard Dudley « Dick » Sears, qui remporta par la suite les sept premiers championnats des États-Unis en simple.
Dwight fut l'un des fondateurs de l'United States National Lawn Tennis Association (la Fédération Américaine de Lawn Tennis) en 1881, et en fut le président pendant vingt-et-un ans. S'il ne remporta pas les championnats des États-Unis en simple, il atteignit malgré tout la finale en 1883 face à Richard Sears, avec lequel il remporta cinq titres en double de 1882 à 1884, en 1886 et 1887. Lors d'un très rare voyage transatlantique pour l'époque, James Dwight disputa le tournoi de Wimbledon en 1884, devenant le premier joueur américain a y participer. Il fait équipe en double avec Richard Sears. Il y perd au deuxième tour en simple mais revient l'année suivante et parvient en demi-finale.
Il est membre du International Tennis Hall of Fame depuis 1955.

## Palmarès

### En simple
- US National Championships : finaliste en 1883

### En double
- US National Championships : vainqueur en 1882, 1883, 1884, 1886 et 1887